# دم‌پرچمی صخره‌ای
دم‌پرچمی صخره‌ای (نام علمی: Kuhlia rupestris) نام یک گونه از سرده دم‌پرچمی هاوایی است.